# 藤田尚徳
藤田 尚徳（ふじた ひさのり、1880年〈明治13年〉10月30日 - 1970年〈昭和45年〉7月23日）は、日本の海軍軍人、神職、侍従長。軍人としての最終階級は海軍大将。

## 人物
父は旧津軽藩士・藤田潜。幼少期は兄・貞固と共に、父が学校長を務めることになる攻玉社幼翆科（現在の小学校課程）で学び、旧制東京府立一中（同期には元帥陸軍大将畑俊六・陸士12期がいた）を経て、海軍兵学校へ進む。後年内閣総理大臣を務めた米内光政は、海軍兵学校の同期生（29期）である。席次は115名中15番。
藤田は砲術学校高等科を修了した砲術専攻の士官であった。海軍省軍務局、人事局勤務を経て、戦艦･霧島艦長。1928年（昭和3年）12月には人事局長就任。以後、艦政本部長、海軍次官、呉鎮守府司令長官、軍事参議官など要職を歴任。
1939年（昭和14年）、海軍兵学校同期の高橋三吉と語らい、米内を現役の海軍大将で残すため、自ら予備役を願い出て編入の後、明治神宮宮司を経て、1944年（昭和19年）9月から1946年（昭和21年）5月まで昭和天皇の侍従長を務めた。終戦後の1945年（昭和20年）9月27日、昭和天皇に付き従い、虎ノ門の米国大使館でのマッカーサーとの会見に同行。会見後の予定になかったマッカーサーの御見送りや、帰りの車中で天皇のご機嫌が良かったことから、その後の皇室の安寧を確信した。
侍従長退任後は愛知県安城市に隠遁した。また天皇より鳩杖を賜る。
1947年（昭和22年）10月23日、昭和天皇が北陸方面に行幸する途上、名古屋駅にてお召し列車の車窓から拝謁、お言葉を賜る機会を得た。

## 略歴
- 1880年 - （明治13年）10月30日 東京で生まれる。
- 1898年 - （明治31年）東京府立第一中学校卒業。
- 1901年 - （明治34年）12月14日 海軍兵学校卒業（29期）。少尉候補生。
- 1903年 - （明治36年）1月23日 任少尉。
- 1904年 - （明治37年）7月13日 任中尉。
- 1905年 - （明治38年）8月5日 任大尉。12月12日 砲術練習所学生。
- 1908年 - （明治41年）4月20日 海軍大学校乙種学生 12月3日 砲術学校高等科学生。
- 1909年 - （明治42年）5月25日 第二艦隊参謀。
- 1910年 - （明治43年）12月1日 海軍大学校甲種学生。
- 1911年 - （明治44年）12月1日 任少佐。
- 1912年 - （明治45年／大正元年） 5月22日 海軍大学校。12月1日 横須賀予備艦隊副官。
- 1913年 - （大正2年）4月22日 軍務局局員。
- 1915年 - （大正4年）2月1日 イギリス駐在。
- 1916年 - （大正5年）8月1日 在イギリス大使館附武官補佐官。12月1日 任中佐。
- 1918年 - （大正7年）1月6日 第五戦隊参謀。12月1日 海軍省人事局局員（一課）。
- 1920年 - （大正9年）12月1日 任大佐。防護巡洋艦「須磨」艦長。
- 1921年 - （大正10年）8月17日 海軍省軍務局第二課長。
- 1922年 - （大正11年）6月1日 海軍省副官。
- 1924年 - （大正13年）12月1日 戦艦「霧島」艦長。
- 1925年 - （大正14年）10月20日 艦政本部総務部長。 12月1日 任少将。
- 1926年 - （大正15年）12月1日 海軍省人事局長。
- 1928年 - （昭和3年）12月10日 第三戦隊司令官。
- 1929年 - （昭和4年）11月30日 任中将。横須賀工廠長。
- 1930年 - （昭和5年）6月10日 艦政本部長。
- 1932年 - （昭和7年）6月1日 海軍次官。
- 1934年 - （昭和9年）5月10日 呉鎮守府司令長官。
- 1936年 - （昭和11年）4月1日 任大将。 12月1日 - 軍事参議官。
- 1939年 - （昭和14年）4月5日 予備役編入。
- 1943年 - （昭和18年）8月27日 明治神宮宮司[3]。
- 1944年 - （昭和19年）8月29日 侍従長拝命。
- 1946年 - （昭和21年）5月3日 侍従長辞任。
- 1947年 - （昭和22年）11月28日 公職追放仮指定[4]
- 1970年 - （昭和45年）7月23日 愛知県安城市で死去。

## 栄典
位階
- 1903年（明治36年）04月10日 - 正八位[5]
- 1904年（明治37年）08月30日 - 従七位[6]
- 1905年（明治38年）9月12日 - 正七位[7]
- 1920年（大正09年）12月10日 - 従五位[8]
- 1926年（大正15年）01月15日 - 正五位[9]
- 1934年（昭和09年）06月01日 - 正四位[10]
- 1939年（昭和14年）04月24日 - 正三位[11]

勲章等
- 1906年（明治39年）4月1日 - 勲五等双光旭日章・明治三十七八年従軍記章[12]
- 1915年（大正4年）11月7日 - 旭日小綬章・大正三四年従軍記章[13]
- 1918年（大正7年）5月25日 - 勲三等瑞宝章[14]
- 1920年（大正09年）11月01日 - 旭日中綬章
- 1928年（昭和03年）07月30日 - 勲二等瑞宝章[15]
- 1940年（昭和15年）8月15日 - 紀元二千六百年祝典記念章[16]

## 著作
- 『侍従長の回想』講談社、1961年（昭和36年）
  - 中公文庫、1987年（昭和62年）5月、解説高橋紘
  - 講談社学術文庫、2015年（平成27年）3月、解説保阪正康、電子書籍も刊。ISBN 4062922843

### 評伝
- 外崎克久『終戦の侍従長　海軍大将藤田尚徳』 清水弘文堂、1988年（昭和63年）